# IPX/SPX
IPX/SPX (від англ. Internetwork Packet eXchange/Sequenced Packet eXchange) — стек протоколів, що використовується в мережах Novell NetWare. Протокол IPX забезпечує мережевий рівень (доставку пакетів, аналог IP), SPX — транспортний і сеансовий рівень (аналог TCP).

## Реалізації
Novell значною мірою відповідає за використання IPX як популярного протоколу комп'ютерних мереж через їх домінування на ринку програмного забезпечення мережевих операційних систем (з Novell Netware) з кінця 1980-х до середини 1990-х років.

### DOS
IPX/SPX був де-факто стандартом для багатокористувацьких мережевих ігор епохи DOS. Довговічність багатьох ігор було подовжено завдяки тунельним програмам, таким як Kali і Kahn, які дозволяли грати в них через Інтернет, а не лише через локальну мережу. DOSBox емулює IPX через UDP.

### Windows
Через поширеність IPX/SPX у локальних мережах у 1990-х роках Microsoft додала підтримку протоколів у мережевий стек Windows, починаючи з Windows для робочих груп і Windows NT. Microsoft навіть назвала свою реалізацію «NWLink», маючи на увазі, що включення транспортів рівня 3/4 забезпечило підключення NetWare.
Здебільшого 32-розрядне клієнтське програмне забезпечення Windows від Novell уникає NWLink замість альтернативи, розробленої Novell, хоча деякі версії дозволяють використовувати реалізацію IPX/SPX від Microsoft (із застереженнями про потенційну несумісність).

### Інші
Впродовж кількох років Novell постачалв рідний клієнт NetWare для OS/2. Це було схоже за структурою на клієнт для DOS.
Novell також опублікував клієнт IPX для класичної Mac OS під назвою MacIPX. Це використовувалося не лише клієнтом Mac NetWare, а й такими іграми, як Doom і Warcraft III для багатокористувацьких ігор.
Реалізації були написані для різних варіантів Unix/Linux як Novell, так і іншими постачальниками. Зокрема, UnixWare від Novell спочатку підтримувала IPX/SPX. Однак, хоча UnixWare міг діяти як клієнт для серверів NetWare, а програми могли додатково підтримувати IPX/SPX як транспорт, UnixWare не надавав можливості спільно використовувати файли чи принтери в мережі NetWare без додаткового програмного пакета. Open Enterprise Server - Linux не підтримує IPX/SPX. Раніше ядро Linux підтримувало IPX/SPX, але підтримку SPX було скасовано в 2002 році, а підтримку IPX було скасовано в 2018 році.
Операційна система FreeBSD з відкритим вихідним кодом містить стек IPX/SPX для підтримки як клієнта файлової системи NetWare, nwfs, так і сервера NetWare, що використовує Mars NWE (забезпечує певну функціональність). OpenBSD відмовився від підтримки версії 4.2, і 4.1 потребувала певної роботи для компіляції з IPX..

## Спадщина
Станом на 2024 рік використання IPX зменшилося, оскільки розвиток Інтернету зробив протокол TCP/IP повсюдним. Початкова спроба Novell підтримати TCP/IP як клієнтський протокол, названа NetWare/IP, просто «тунелювала» IPX в IP-пакетах, дозволяючи клієнтам і серверам NetWare спілкуватися через чисті мережі TCP/IP. Однак через складну реалізацію та значну втрату продуктивності через накладні витрати на тунелювання NetWare/IP здебільшого ігнорували, за винятком механізму для маршрутизації IPX через маршрутизатори лише з TCP/IP та канали WAN. У NetWare 5.x представлена власна підтримка NCP через TCP/IP, яка зараз є бажаною конфігурацією. Наступник NetWare, Open Enterprise Server, доступний у двох варіантах: OES-NetWare, який забезпечує застарілу підтримку IPX/SPX (застаріле), і OES-Linux, який підтримує лише TCP/IP.
І Microsoft, і Novell надали підтримку (через проксі-сервер/ISA-сервер і BorderManager відповідно) для IPX/SPX як протоколу внутрішньої мережі для зв'язку через брандмауер. Це дозволяє машині, яка використовує клієнтське програмне забезпечення, отримувати доступ до Інтернету без локальної інсталяції TCP/IP; клієнтське програмне забезпечення емулює власний стек TCP/IP і забезпечує підтримку WinSock для локальних програм (наприклад, веб-браузерів), але насправді спілкується з брандмауером через IPX/SPX. На додаток до спрощення міграції для застарілих локальних мереж IPX, це забезпечує певний рівень безпеки, оскільки використання протоколу IPX у внутрішній мережі забезпечує природний бар'єр проти зловмисників, якщо брандмауер буде скомпрометовано.
Однією з сфер, де IPX залишається корисним, є обхід VPN-з'єднань із політикою безпеки, яка забороняє зв'язок з іншими пристроями локальної мережі (наприклад, принтерами та мережевими сховищами) через TCP/IP.